# Филотеј-Психико
Филотеј-Психико (грч. Φιλοθέη-Ψυχικό) општина је у Грчкој. По подацима из 2011. године број становника у општини је био 26.968.

## Становништво
| 2011.  |
| ------ |
| 26,968 |